# Atractodes subrepens
Atractodes subrepens là một loài tò vò trong họ Ichneumonidae.